# Гореща линия
Гореща линия е пряка телефонна връзка, без посредник или посредничеща централа, между 2 телефонни поста.

## Използване в междудържавните отношения
Терминът се използва за първи път по отношение на пряката телефонна връзка между Пентагона и Кремъл след Карибската криза.. Тази гореща линия е установена на 20 юни 1963 г. и е съхранена до днес, служейки за предотвратяване на глобални кризи. Известна е също така като червения телефон.

### Други известнигорещи линии
- гореща линия между външните министри на Индия и Пакистан във връзка с ядрените опити в двете държави;
- гореща линия между външните министри на Индия и Китай;
- по предложение на САЩ предстои откриването на гореща линия между военните щабове на САЩ и Китай за предотвратяване на глобални военни кризи.

## Използване в широката практика
Терминът гореща линия придобива все по-широко разпространение в гражданското общество.
В България са открити подобни телефонни връзки за получаване на информация от гражданите във връзка с:
- корупционни практики;
- сексуален тормоз и сексуално използване;
- домашно насилие;
- анонимна психиатрична помощ при зависими от наркотици, алкохол или заразени със СПИН, и др.